# Phacellodomus striaticollis
Phacellodomus striaticollis là một loài chim trong họ Furnariidae.